# Kristof Valc
Kristof Valc (Beč, 4. oktobar 1956) austrijsko-nemački je glumac. Internacionalno je poznat po saradnji sa američkim filmskim režiserom Kventinom Tarantinom u filmovima "Prokletnici" i Đangova osveta. Uloga Hansa Lande u filmu "Prokletnici" iz 2009. donela mu je nagrade na Kanskom filmskom festivalu, Oskara, Zlatnog globusa, BAFTU i Nagradu udruženja filmskih glumaca. Godine 2012. pojavio se u Tarantinovom filmu "Đangova osveta" kao Dr. King Šulc i ova uloga donela mu je nagrade BAFTA i Zlatni globus i još jednog Oskara.

## Detinjstvo
Valc je rođen u Beču, kao sin scenskih dizajnera Johanesa Valca i Elizabet Urbančić. Njegov deda bio je psiholog Rudolf fon Urban slovenačkog porekla, a baka Marija Majen takođe je bila glumica koja je nastupala u Burgteatru. Pradede i prababe takođe su mu radili u pozorištu. Valcov otac umro je kada je on imao sedam godina, a njegova majka se kasnije udala za kompozitora i dirigenta Aleksandra Štajnbrehera. Štajnbreher je prethodno bio oženjen majkom režisera Mišel Heneka; kao rezultat toga, Valc i Haneke su delili istog očuha.

## Karijera

### Karijera u domovini
Valc je studirao glumu u školi Maks Rajnhart Seminar u Beču. Takođe je pohađao i čuveni Institut za film i pozorište Lija Strasberga u Njujorku. Karijeru je počeo kao pozorišni glumac, da bi se nakon toga proveo godine pojavljujući u nemačkim televizijskim filmovima i serijama.

### Internacionalna karijera
2009. godine pojavio se u filmu Prokletnici Kventina Tarantina u ulozi, SS pukovnik Hansa Lande koja mu je donela internacionalnu slavu. Uloga je bila namenjena Leonardu Dikapriju pre nego što je Tarantino odlučio da Landu ipak treba da igra stariji nemački glumac (Dikaprio i Valc su se kasnije zajedno pojavili u sledećem Tarantinovom filmu - Đangova osveta).
U filmu Kventina Tarantina iz 2009. godine "Prokletnici", Valtz je tumačio SS-standardtenfirera Hansa Landu, poznatog i kao „Lovac na Jevreje“. Pametan, uljudan, višejezičan - ali ujedno i koristoljubiv, lukav, neumoljiv i ubilački - lik Lande bio je takav da se Tarantino bojao da je „mogao da napiše deo koji se ne može igrati“. Valc je dobio nagradu za najboljeg glumca za izvedbu na Filmskom festivalu u Kanu 2009. godine i dobio je priznanje kritike i javnosti. 2009. godine počeo je da pometa krugove nagrada kritičara, primajući nagrade za najboljeg sporednog glumca iz Njujorškog kruga filmskih kritičara, Bostonskog društva filmskih kritičara, Los Anđeleskog udruženja filmskih kritičara, i za najboljeg sporednog glumca na 67. dodele Zlatnih globusa.
Ulogu je na kraju dobio Volc za koga je Tarantino rekao da mu je "dao njegov film nazad", jer je osećao da snimanje nije moguće bez glumca koji je pravi izbor za ulogu Hansa Lande, za koga smatra da je možda najbolji lik koga je ikada napisao. Ovom ulogom Kristof Valc je postao jedan od 10 glumaca koji su dobili Oskara, BAFTU, Zlatni globus, Nagradu udruženja glumaca i Nagradu filmskih kritičara za istu ulogu. Valc je takođe prvi i, za sada, jedini glumac koji je osvojio Oskara za ulogu u Tarantinovom filmu.
2011. Valc se pojavio u filmovima Zeleni stršljen Majkla Gondrija, Krvoproliće Romana Polanskog i adaptacijama knjiga Tri musketara i Voda za slonove (zbog koga je odustao od uloge Sigmunda Frojda u filmu Opasan metod).
2012. ponovo se udružio sa Tarantinom, ovog puta na filmu Đangova osveta sa Džejmijem Foksom, Leonardom Dikapriom, Samjuelom L. Džeksonom i Keri Vošington. Uloga dr. Kinga Šulca Valcu je donela još jednu BAFTU i Zlatnog globusa, kao i drugog Oskara za najboljeg glumca u sporednoj ulozi.
U aprilu 2013. godine izabran je za člana glavnog žirija takmičenja na Filmskom festivalu u Kanu 2013. godine. 2014. igrao je Mihaila Gorbačova u filmu "Rejkjavik".

## Privatni život
Valc tečno govori nemački, francuski i engleski i služio se ovim jezicima u filmovima Prokletnici i Đangova osveta. Iako je u ulozi Hansa Lande pričao i na italijanskom, Valc je izjavio da se inače ne služi ovim jezikom. Ima troje odrasle dece iz prethodnog braka i mlađu ćerku sa sadašnjom ženom, kostimografkinjom Džudit Holst.
Valc ima nemačko državljanstvo, koje je dobio po rođenju, i austrijsko koje je dobio 2010. godine. Kada mu je direkto postavljeno pitanje o nacionalnosti, odgovorio je: "Rođen sam u Beču, odrastao sam u Beču, išao sam u školu u Beču, maturirao sam u Beču, studirao sam u Beču, počeo sam da se bavim glumom u Beču - i pored toga postoji još veza sa Bečom. Koliko još austrijskog želite?"

## Filmografija
| Uloge Kristofa Valca |                           |               |                      | |
| Godina               | Srpski naziv              | Izvorni naziv | Uloga                | Napomena |
| 2009.                | Prokletnici               |               | Hans Landa           | Oskar za najboljeg glumca u sporednoj ulozi Zlatni globus za najboljeg sporednog glumca u igranom filmu BAFTA za najboljeg glumca u sporednoj ulozi Nagrada Udruženja filmskih glumaca za najboljeg glumca u sporednoj ulozi Nagrada Udruženja filmskih glumaca za najbolju filmsku postavu Nagrada Udruženja televizijskih filmskih kritičara za najbolju filmsku postavu Nagrada Udruženja bostonskih filmskih kritičara za najbolju sporednu mušku ulogu Nagrada Empajer za najboljeg glumca Nagrada Satelit za najboljeg glumca u sporednoj ulozi nominacija - Nagrada Saturn za najbolju sporednu mušku ulogu (film) nominacija - MTV filmska nagrada za najboljeg negativca |
| 2011.                | Zeleni stršljen           |               | Bendžamin Čadnovski  | nominacija - MTV filmska nagrada za najboljeg negativca |
| 2011.                | Voda za slonove           |               | Ogast Rozenblut      | |
| 2011.                | Tri musketara             |               | Kardinal Rišelje     | |
| 2011.                | Krvoproliće               |               | Alan Kauan           | Nagrada Udruženja bostonskih filmskih kritičara za najbolju glumačku postavu nominacija - Nagrada Satelit za najboljeg glumca u sporednoj ulozi |
| 2012.                | Đangova osveta            |               | King Šulc            | Oskar za najboljeg glumca u sporednoj ulozi Zlatni globus za najboljeg sporednog glumca u igranom filmu BAFTA za najboljeg glumca u sporednoj ulozi nominacija - Nagrada Empajer za najboljeg glumca nominacija - Nagrada Saturn za najbolju sporednu mušku ulogu (film) nominacija - Nagrada Udruženja bostonskih filmskih kritičara za najbolju sporednu mušku ulogu nominacija - Nagrada Udruženja internet filmskih kritičara za najbolju sporednu mušku ulogu |
| 2013.                | Čuvari tajnog kraljevstva |               | Mandrejk             | glas |
| 2013.                | Nulta teorema             |               | Koen Let             | takođe producent |
| 2013.                | Mapetovci: Najtraženiji   |               | glumi sebe           | kameo |
| 2014.                | Velike oči                |               | Volter Kin           | |
| 2014.                | Kako se rešiti šefa 2     |               | Bert Hanson          | |
| 2015.                | Spektra                   |               | Ernst Stavro Blofeld | |
| 2016.                | Legenda o Tarzanu         |               | Leon Rom             | |
| 2019.                | Alita: Borbeni anđeo      |               | dr Dajson Ido        | |
| 2021.                | Francuska depeša          |               | Boris Šomers         | |
| 2021.                | Nije vreme za umiranje    |               | Ernst Stavro Blofeld | |
| 2022.                | Ubiću te za siću          |               | Maks Borlund         | |
| 2022.                | Pinokio                   |               | grof Volp            | glas |
| 2025.                | Frankenštajn              |               | dr Pretorijus        | |

## Spoljašnje veze
- Kristof Valc na sajtu  (jezik: engleski)